# Подио (Торино)
Подио је насеље у Италији у округу Торино, региону Пијемонт.
Према процени из 2011. у насељу је живело 10 становника. Насеље се налази на надморској висини од 912 м.